# Гладышув
Глады́шув (пол. Gładyszów, русин. Гладышів) — село в Польше, находится на территории гмины Усце-Горлицке Горлицкого повята Малопольского воеводства.

## География
Село находится в центре горной системы Низкие Бескиды, на юго-востоке от горы Магура-Маластовска. Дома села располагаются вдоль реки Гладышувка с северо-востока на юго-запад. В селе находится почта, бар, аптека, автобусная остановка в сторону города Горлице и села Конечна.

## История
Первоначально деревня называлась Квочень. Современное название происходит от владельцев всей долины реки Ропы польских рыцарей рода Гладыш, которые заложили в окрестностях большинство современных населённых пунктов. Первое письменное свидетельство о селе относятся к 1629 году, но считается, что деревня была заложена к концу XVII века. В 1778—1779 годах была выложена дорога из Горлице до Конечной, которая проходила через Гладышув. В 1890 году в селе насчитывалось 720 жителей.
Около 1900 года село насчитывало 123 домов. Перепись насчитывала 311 мужчин и 301 женщин, среди них большинство были грекокатоликами (лемки)). В селе проживало 14 человек римских католиков (поляки) и 22 еврея.
27 ноября 1918 года в Гладышуве состоялся митинг, который создал в селе Русскую Раду, вошедшую в так называемую Русскую народную республику лемков.
В 1927 году во время Тылявского раскола часть жителей села перешла в православие.
После Второй мировой войны в окрестностях села действовал отряд УПА. В 1946—1947 годах большинство жителей села были переселены во время операции «Висла» на западные территории Польши. В 1958 году в село вернулось несколько десятков лемковских семей.
В настоящее время село насчитывает около 100 домов.

## Достопримечательности
- Церковь Рождества Иоанна Крестителя — православная церковь;
- Церковь Вознесения Господня — грекокатолическая церковь. Входит в туристический маршрут «Путь деревянной архитектуры»;
- Церковь Рождества Иоанна Крестителя — католическая церковь;
- Воинское кладбище времён № 55 Первой мировой войны.
- Воинское кладбище времён № 61 Первой мировой войны.

## Источник
- Gładyszów, Słownik geograficzny Królestwa Polskiego i innych krajów słowiańskich, Tom VI, 1884.